# Daisuki
Daisuki fue un sitio web japonés enfocado en el streaming de anime. 
Fue fundado en 2013 por la compañía Asatsu-DK y seis estudios de animación, Toei Animation, Aniplex, Sunrise, TMS Entertainment, Nihon Ad Systems y Dentsu. El sitio web fue manejado por el Anime Consortium Japan, un consorcio financiado por Bandai Namco y varias compañías de la industria del anime en Japón.
Actualmente está cerrado, debido a su disolución el 31 de octubre de 2017.

## Historia
Inicialmente transmitió series como Sword Art Online, Puella Magi Madoka Magica, The Prince of Tennis, Lupin III y Mobile Suit Gundam. El sitio fue lanzado en mayo de 2013, con el contenido transmitido a través de su sitio web, con futuros planes de expandir su contenido en plataformas como PlayStation y XBOX; en octubre de 2013 se lanzó una app para dispositivos iOS y una app para dispositivos Android en enero de 2015.
Daisuki, Inc. fue una idea entre Asatsu-DK y seis estudios de anime en Japón, Kunihiko Shibata es el CEO de la compañía. Daisuki anunció que el contenido sería lanzado para todo el mundo sin restricciones de región excepto los casos con derechos exclusivos de licencias.
En una declaración el 1 de agosto de 2017 Daisuki anunció el cierre de sus operaciones a partir del 31 de octubre de 2017